# Yoann de Boer
Yoann de Boer (Marsiglia, 27 gennaio 1982) è un ex calciatore francese, di ruolo centrocampista.